# Otoya Kawano
Otoya Kawano (かわの をとや, Kawano Otoya) est un seiyū japonais né le 18 août 1965 à Taketa au Japon.

## Rôles notables
- Seishirō Sakurazuka (en) dans X/1999 the series
- Gain Bijo dans Overman King Gainer
- Bougan man dans Samurai 7
- Ikazuchi no Takamaru dans Onmyō Taisenki (en)
- Ryūjirō Sasaki dans Samurai Champloo